# Ozera Zhamantuz
Ozera Zhamantuz är en saltsjö i Kazakstan. Den ligger i den nordöstra delen av landet, 300 km nordost om huvudstaden Astana. Arean är 9,8 kvadratkilometer.